# Antoni Casanovas i Brugal
Antoni Casanovas i Brugal és un empresari agrari i polític català.
Militant de CDC i especialista en cooperativisme agrari, fou elegit diputat a les eleccions generals espanyoles de 1986 i 1989 per CiU per la província de Barcelona. Ha estat vocal de la Comissió d'Agricultura, Ramaderia i Pesca del Congrés dels Diputats (1986-1989) i Secretari de la Comissió de Peticions.
De 1979 a 1982 fou president de la Cooperativa COVIDES, càrrec que va repetir de 2006 a 2009. El 1982 fou nomenat president del Consell Regulador de la Denominació d'Origen Penedès, el 1989 president del Consell Regulador de la Denominació d'Origen Vitivinícola del Penedès i alcalde de Subirats entre 1983 i 1995.